# 鵠沼伏見稲荷神社
鵠沼伏見稲荷神社（くげぬまふしみいなりじんじゃ）は、神奈川県藤沢市にある神社。

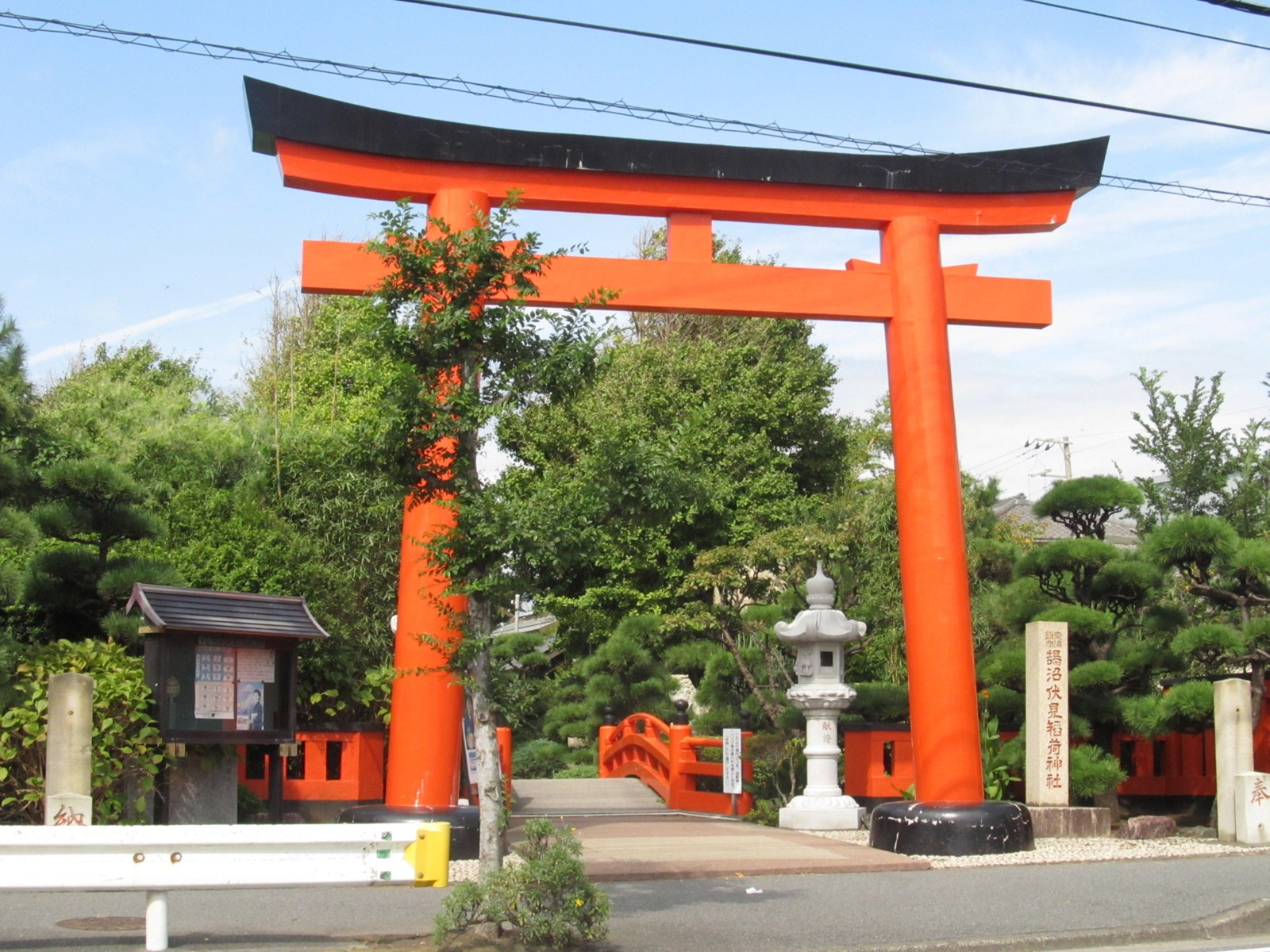
鵠沼伏見稲荷神社の鳥居

## 祭神
- 稲荷大神 - 以下5柱の総称
  - 宇迦之御魂大神（うかのみたまのおおかみ）
  - 佐田彦大神（さだひこのおおかみ）
  - 大宮能売大神（おおみやのめのおおかみ）
  - 田中大神（たなかのおおかみ）
  - 四大神（しのおおかみ）

## 歴史
1937年（昭和12年）、鵠沼海岸に官幣大社稲荷神社附属稲荷講社鵠沼支部（鵠沼道場）が創立され、同地に隠棲していた元官幣大社稲荷神社宮司高山昇が道場管理者として就任した。其の後、鵠沼海岸では産土神社を創建しようとする機運が高まり、地元総代と高山昇が中心となり準備が開始され、1941年（昭和16年）に神奈川県の認可を受け現在地に境内を設定。1943年（昭和18年）5月12日に官幣大社稲荷神社の御分霊を勧請して鎮座になった。尚、当時は神祇院官制下であり且つ戦時中でもあり、藤沢市鵠沼字中井（藤沢市立鵠沼小学校の北側）に、かつては霊泉の湧く稲荷社があったが、関東大震災後この霊泉が涸れ衰退してしまったので、この神社を移転する形式をとって創立した。創立時の宮司（当時は社掌）は藤沢市鵠沼に鎮座する村社皇大神宮社掌関根公彦が兼務した。。

## 祭事・年中行事
- 例大祭 - 8月9日

## 境内

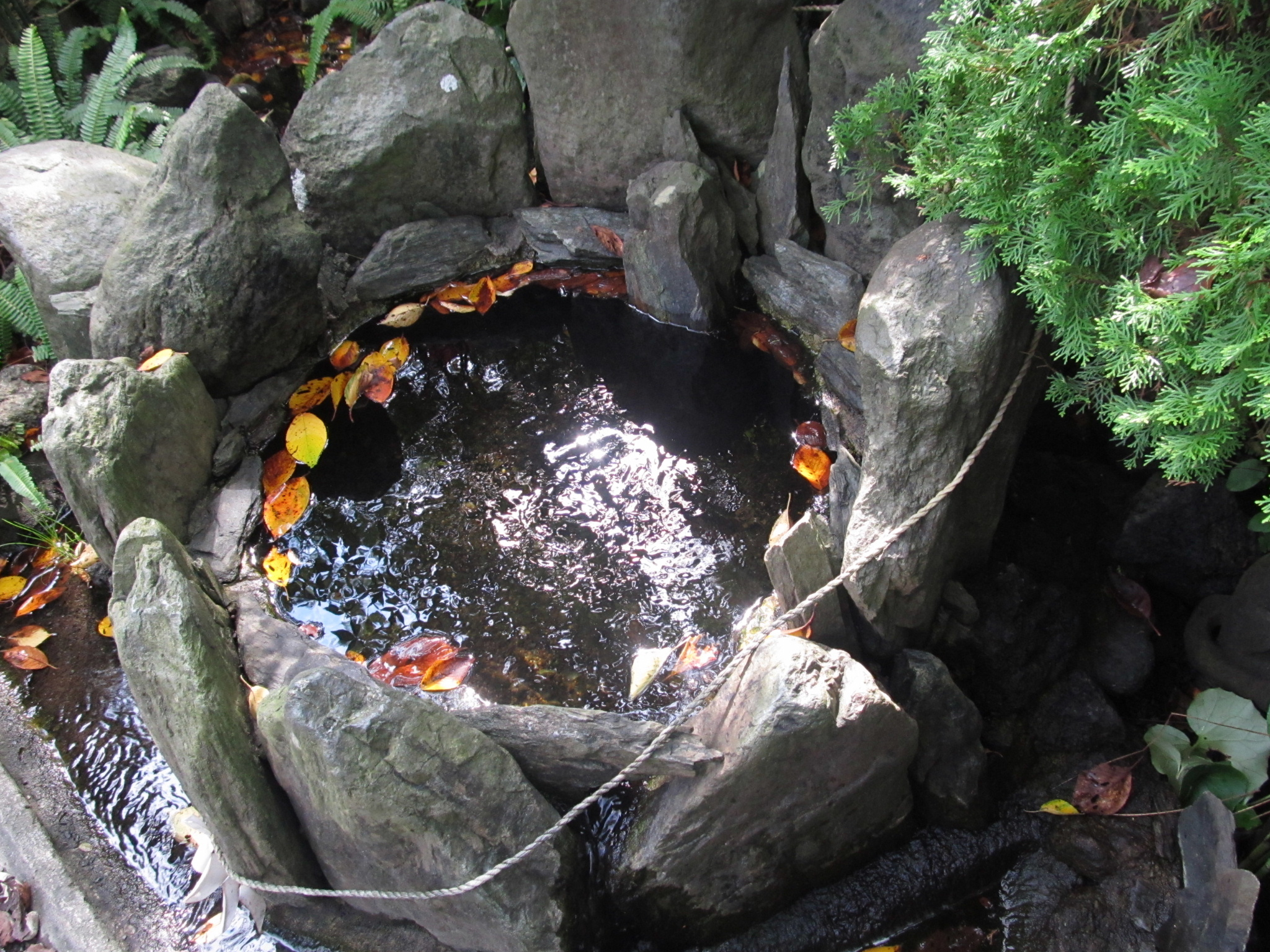
和貴水（2015年9月29日撮影）

- 和貴水 - 50年記念事業で井戸を鑿井した[2]。

## 所在地情報
所在地
神奈川県藤沢市鵠沼海岸五丁目11番17号
交通
- 鉄道
  - 鵠沼海岸駅（小田急電鉄江ノ島線）

- バス
  - 鵠沼車庫前（江ノ電バス）